# Newtown (Irthington)
Newtown – przysiółek w Anglii, w Kumbrii. Leży 11.8 km od miasta Carlisle i 423.2 km od Londynu. W latach 1870–1872 osada liczyła 197 mieszkańców.